# Франко Препарата
Франко Препарата (народжений у грудні 1935) — це відомий фахівець у галузі інформатики. Найвідоміший завдяки своїй книзі з обчислювальної геометрії 1985 року, яку написав разом з Майклом Шеймосом, яка багато років була основним університетським підручником з обчислювальної геометрії. Але Препарата також працював у багатьох інших галузях інформатики: його початкова робота була з теорії кодування, а його папір від 1981 року з розподілених обчислень, що описує комп'ютерні мережі у вигляді кубічно-зв'язних циклів досі високо цитовна як і його публікація 1967 року на тему діагностування помилок. Його папір 1991 року з Чжоу і Кангом на тему затримок взаємозв'язку у VLSI у 1993 була відзначена «Darlington Best Paper Award» від IEEE Circuits and Systems Society, також увагу медіа привернула його нещодавня робота з обчислювальної біології.

## Вибрана бібліографія
- Preparata, Franco P.; Metze, G.; Chien, R. T. (1967). On the Connection Assignment Problem of Diagnosable Systems. IEEE Transactions on Electronic Computers. EC-16 (6): 848—854. doi:10.1109/PGEC.1967.264748.

- Franco P. Preparata, Raymond T. Yeh, Introduction to Discrete Structures for Computer Science and Engineering (Addison-Wesley series in computer science and information processing), 1973, ISBN 0-201-05968-1

- Preparata, Franco P.; Shamos, Michael I. (1985). Computational Geometry. Monographs in Computer Science. Springer-Verlag. ISBN 978-0-387-96131-6. OCLC 11970840. ISBN 9783540961314 (1988, 2nd printing, expanded and corrected, 1990).

- Preparata, Franco P.; Vuillemin, Jean (1981). The cube-connected cycles: a versatile network for parallel computation. Communications of the ACM. 24 (5): 300—309. doi:10.1145/358645.358660.

- Zhou, D.; Preparata, Franco P.; Kang, Sung Mo (1991). Interconnection delay in very high-speed VLSI. IEEE Transactions on Circuits and Systems. 38 (7): 779—790. doi:10.1109/31.135749.